# Felix Rosenfeld
Felix Rosenfeld (* 22. April 1872 in Bromberg; † 5. Juli 1917 in Köln-Ehrenfeld) war ein deutscher Archivar und Historiker.

## Leben
Als Sohn eines Postbeamten und Mennoniten-Nachkommen in Bromberg geboren, besuchte Felix Rosenfeld im schlesischen Hirschberg die Schule. Später wechselte er auf das Gymnasium nach Memel und nach Marburg. An der dortigen Universität studierte Rosenfeld Geschichte, daneben war er der erste Absolvent der neugegründeten Archivschule Marburg. 1895 promovierte er zum Dr. phil. mit der 1896 in Druck erschienenen Dissertation Über die Composition des Liber pontificalis bis zu Papst Constantin.
Als Archivar erhielt Felix Rosenfeld in Naumburg (Saale) seine erste Anstellung im Archiv des dortigen Domkapitels, wo er bis Ende 1897 blieb. 1898 wechselte er probeweise an das Staatsarchiv Marburg, wo er jedoch nicht blieb, sondern bereits im April als Hilfsarbeiter an das Staatsarchiv Magdeburg wechselte. Von 1899 bis 1900 war Felix Rosenfeld an das Geheime Staatsarchiv nach Berlin-Dahlem abgeordnet, wo er u. a. an der Erstellung des Repertorium Germanicum mitwirkte.
Von Juli 1900 bis April 1908 wirkte er am Staatsarchiv Magdeburg und ließ sich anschließend an das Staatsarchiv Marburg versetzen, wo er 1912 zum Archivrat ernannt wurde.
Als 1914 der Erste Weltkrieg ausbrach, meldete er sich freiwillig als Krankenpfleger. Im Herbst 1915 wurde er zum Heeresdienst einberufen und wurde als Landsturmmann bei der Infanterie eingesetzt. Am 11. April 1917 wurde er an der Westfront durch Granatsplitter verwundet. Er starb im Juli 1917 an den Folgen der Verletzung in einem Lazarett in Köln-Ehrenfeld. Er hinterließ die Witwe Emma Rosenfeld.

## Werke
- Die Entstehung der Magdeburgischen Kriegs- und Domänenkammer. In: Geschichtsblätter für Stadt und Land Magdeburg. Band 39, 1904, S. 126–142 (archive.org).
- Vom Magdeburger Dombau. Zum 700jährigen Jubiläum der Domgründung. In: Geschichtsblätter für Stadt und Land Magdeburg. Band 44, 1909, S. 1–20.
- (mir Richard Hamann): Der Magdeburger Dom. Beiträge zur Geschichte und Ästhetik mittelalterlicher Architektur, Ornamentik und Skulptur. 1910.
- Urkundenbuch des Hochstifts Naumburg. Teil 1 (967–1207), hrsg. von der Historischen Kommission für die Provinz Sachsen und für Anhalt, Magdeburg, Selbstverlag der Historischen Kommission, Magdeburg 1925, .urn:nbn:de:bsz:14-db-id18977115730.
- (mit Otto Grotefeld): Regesten der Landgrafen von Hessen. Bd. 1. Lfg 1. 2, Marburg an der Lahn, 1909–1929.